# Sojuz 3
Sojuz 3 fu il secondo volo con equipaggio della navicella spaziale sovietica Sojuz, nonché il primo volo con equipaggio dopo l'incidente che causò la morte del cosmonauta Vladimir Michajlovič Komarov a bordo della Sojuz 1. In totale si trattò dell'undicesimo volo del programma Sojuz sovietico.

## Equipaggio
- Georgij Timofeevič Beregovoj (prima missione), comandante

### Equipaggio di riserva
- Vladimir Aleksandrovič Šatalov, comandante

## Voli di test privi di equipaggio
Dopo che la Sojuz 1 era precipitata ad aprile del 1967, tragedia dovuta fra l'altro alla disfunzione dei paracadute, vennero eseguite molteplici modifiche di costruzione della capsula Sojuz.
Il 30 ottobre 1967 venne eseguito il primo aggancio completamente automatico nell'orbita terrestre tra le due navicelle spaziali Sojuz prive di equipaggio e lanciate con le denominazioni di camuffaggio Cosmos 186 e Cosmos 188. Comunque tali missioni non vennero valutate come grande successo e passo in avanti dato che per primo era stato consumato molto più carburante di quanto precedentemente calcolato per tale manovra, per secondo il meccanismo d'aggancio si era incastrato e per terzo intercorsero enormi problemi con il controllo dell'assetto e del posizionamento della capsula durante la fase di rientro nell'atmosfera terrestre. In particolare Cosmos 186 rientrò con molto ritardo sui programmi di volo mentre Cosmos 188 era addirittura talmente fuorirotta che dovette essere attivato il sistema di autodistruzione che la fece esplodere.
Fu così che il direttivo dell'Agenzia Spaziale Russa decise di inserire un ulteriore volo di coppia privo di equipaggio nei programmi sovietici da eseguire a marzo o aprile del 1968. Una missione equipaggiata venne pertanto spostata su maggio o giugno dello stesso anno.
Cosmos 212 e Cosmos 213 eseguirono il 15 aprile 1968 un aggancio perfetto privo di problemi. Anche la fase di rientro e di atterraggio fu da manuale. Un problema ancora da risolvere invece furono i paracadute che non si lasciavano staccare dalla capsula dopo che la stessa fosse atterrata. Tale fatto poteva comportare qualche problema in caso di forti raffiche di vento.
Un ultimo volo di test della capsula Sojuz privo di equipaggio venne eseguito mediante la missione Cosmos 238. La stessa, svoltasi dal 28 agosto 1968 al 1º settembre 1968 non incontrò particolari problemi.

## Preparazione del volo con equipaggio
Analogamente al programmato volo di coppia della Sojuz 1 con la Sojuz 2 fu previsto che la successiva missione equipaggiata doveva riuscire a far agganciare due capsule spaziali nell'orbita terrestre per consentire che due cosmonauti passassero da una navicella spaziale verso l'altra. Un tale successo avrebbe nuovamente significato un ulteriore primato raggiunto da parte dell'Unione Sovietica, ormai in evidente ritardo nei confronti delle prestazioni statunitensi nel campo dell'esplorazione umana dello spazio.
Il passaggio dei cosmonauti fu programmato mediante un'attività extraveicolare e non internamente, cioè usando un apposito tunnel di collegamento. Per tale importante incarico erano già in precedenza (cioè per la cancellata missione Sojuz 2) stati nominati i cosmonauti Evgenij Vasil'evič Chrunov ed Aleksej Stanislavovič Eliseev. Chrunov era membro del primo gruppo cosmonauti, mentre Eliseev originariamente fu ingegnere dell'ufficio costruzioni ed era stato inserito nel gruppo dei cosmonauti appena nel 1966 grazie all'insistenza e pressione sui responsabili della selezione da parte del direttore del centro di costruzione veicoli spaziali sovietici Sergej Pavlovič Korolëv.
Un problema da risolvere fu il fatto che sin dall'inizio della programmazione della missione non fu chiaro chi avesse pilotato le due navicelle spaziali. I più probabili ad essere nominati per tale incarico furono Boris Valentinovič Volynov e Georgij Timofeevič Beregovoj. Volynov fu membro del primo gruppo cosmonauti, ma il Comitato Centrale non lo vedeva di buon occhio dato che il cosmonauta aveva origini ebraiche. Beregovoj invece non era ben visto all'interno del gruppo cosmonauti a causa del fatto che era stato inserito nel gruppo stesso solo grazie alla protezione da parte di Korolëv.
In primavera del 1968, terminato con successo il volo di collaudo della Cosmos 212 e 213, non era ancora stato definitivamente chiarito, quanti membri d'equipaggio sarebbero stati lanciati a bordo di una navicella spaziale oppure quale sarebbe stato il numero di componenti d'equipaggio durante il loro atterraggio. Un atterraggio di una capsula equipaggiata da tre cosmonauti poteva diventare fatale in caso di problemi con i paracadute di riserva, causando la morte dell'equipaggio completo. Pertanto si pensò di lanciare le due navicelle spaziali equipaggiando ciascuna con due cosmonauti, per eseguire l'aggancio delle stesse ma non di far trasferire alcun cosmonauta da una navicella verso l'altra.
Una seconda possibilità che venne discussa dai responsabili fu la proposta di lanciare in orbita una navicella equipaggiata da Eliseev e Volynov e far trasferire quest'ultimo verso la seconda equipaggiata da Chrunov. Chrunov comunque non aveva un apposito addestramento da comandante di una navicella spaziale.
La terza opzione fu il lancio di un solo cosmonauta con l'aggancio con una navicella spaziale priva di equipaggio. Con ciò l'attività extraveicolare doveva essere spostata su una missione successiva. Vasilij Pavlovič Mišin, il nuovo direttore del centro di costruzione dei veicoli spaziali sovietici e successore di Korolëv deceduto a gennaio del 1966, pretese con assoluta insistenza che il costruttore Konstantin Petrovič Feoktistov, già volato nello spazio a bordo della Voschod 1 come scienziato-cosmonauta, pilotasse una navicella spaziale. Contro tale insistenza venne argomentato, che si dava atto che Feoktistov si stava preparando da mesi per eseguire dell'attività extraveicolare, però non aveva avuto alcun addestramento da pilota. Inoltre il suo stato di salute fu più che preoccupante, dato che non solo la sua vista era evidentemente scarsa, ma in particolar modo soffriva di un'ulcera allo stomaco. Infine fu comunque tale alternativa di missione ad essere scelta. La decisione su chi avesse equipaggiato la navicella spaziale rimase ancora sospesa.
Così fu l'esame teorico a decidere sulla nomina. Lo stesso, svoltosi il 28 settembre 1968, diede il risultato che il miglior esame fu sostenuto da Beregovoj, che venne pertanto nominato per il primo successivo volo equipaggiato disponibile. Componenti dell'equipaggio di riserva vennero nominati gli ulteriori candidati che avevano partecipato a tale esame cioè Šatalov e Volynov.

## Missione
La navicella spaziale priva di equipaggio Sojuz 2 venne lanciata il 25 ottobre 1968 alle ore 09.00 UTC. Sojuz 3 equipaggiata da Beregovoj seguì alle ore 08.34 UTC del 26 ottobre. Non appena raggiunta la traiettoria d'orbita la distanza tra la Sojuz 2 e la Sojuz 3 misurò solo circa 11 chilometri.
La manovra di avvicinamento della Sojuz 3 alla Sojuz 2 venne inizialmente eseguita completamente in automatico mediante il cosiddetto sistema IGLA usato durante le missioni di collaudo prive di equipaggio. Una volta raggiunta la distanza di soli 200 metri, Beregovoj passò come previsto al pilotaggio manuale. Ridotta la distanza ulteriormente a circa 30 metri fino ad un massimo di 40 metri, dovette interrompere la manovra, dato che aveva accertato che le luci di posizioni della Sojuz 2 indicavano un erroneo posizionamento direzionale delle due capsule spaziali.
Sojuz 2 era dotata di due luci di posizione fisse montate sulla parte superiore della capsula, nonché di due luci lampeggianti indicanti la parte inferiore della stessa. Forse tali luci erano state montate invertendole o programmate esattamente al contrario oppure Beregovoj le aveva semplicemente scambiate. Siccome la manovra di avvicinamento venne tentata durante il sorvolo della Terra sulla parte notturna, Beregovoj chiese di poter aspettare fino a quando sarebbe nuovamente stato raggiunto la parte diurna e le navicelle sarebbero uscite dall'ombra terrestre.
Una volta illuminate direttamente dalla luce solare, dovette constatare che nel frattempo le due navicelle si erano completamente girate nel senso opposto a quello necessario per eseguire correttamente la manovra. Beregovoj allora tentò di riposizionare la sua capsula, ma non fu in grado di eseguire la manovra prima di aver consumato completamente le rimanenti riserve di carburante. Così la Sojuz 3 si trovò posizionata erroneamente tanto che il tentativo di aggancio dovette essere completamente interrotto e cancellato.
Solo al termine della missione verrà riscontrato che durante la fase di pilotaggio automatico erano stati consumati 30 chilogrammi di carburante durante 20 minuti di volo. Beregovoj invece aveva consumato ben 40 chilogrammi in soli 2 minuti di pilotaggio manuale.
Il cosmonauta rimase comunque per ulteriori giorni nell'orbita terrestre. Fra l'altro vennero collaudati i sistemi di regolarizzazione del posizionamento che funzionavano orientandosi con una stella. Per eseguire tale test, Beregovoj dovette spegnere per un breve periodo tale sistema, girare la capsula verso il Sole e infine riaccendere nuovamente il sistema. L'automatismo tentò di riportare la capsula nuovamente nella posizione originaria, ma la manovra non riuscì. Il guasto del sistema era dovuto al fatto che lo stesso non fu più in grado di trovare la stella mediante la quale si doveva orientare e riposizionare la capsula.
L'atterraggio della Sojuz 3 avvenne il 30 ottobre 1968 alle ore 07.25 UTC. La fase di rientro e la manovra di atterraggio riuscì con successo tanto che il punto di atterraggio precedentemente calcolato fu sbagliato di soli 10 chilometri.
La Sojuz 2 era atterrata in precedenza, per la precisione il 28 ottobre alle ore 07.51 UTC.

## Effetti sul programma Sojuz
Già prima del volo stesso vi furono forti discussioni se eseguire la manovra di avvicinamento e di aggancio completamente in automatico oppure mediante pilotaggio manuale. Le esperienze più che positive di Cosmos 212 e Cosmos 213 nonché l'insuccesso della Sojuz 2 e Sojuz 3 avevano evidentemente dimostrato che il sistema IGLA era notevolmente superiore e decisamente più affidabile che le possibilità e capacità di un pilota.
Il sistema di regolarizzazione del posizionamento invece non fu sufficientemente affidabile e doveva assolutamente essere perfezionato.
Il successivo volo di coppia del programma Sojuz venne programmato per il gennaio del 1969 con la chiara intenzione di far agganciare nell'orbita terrestre due navicelle spaziali equipaggiate e di trasferire due cosmonauti dalla Sojuz 5 verso la Sojuz 4.
Ciò che comunque venne valutato come più deludente fu la prestazione di Beregovoj. Infatti non venne più nominato per alcun successivo volo nello spazio.
Il programma Apollo americano aveva eseguito poco prima con l'Apollo 7 la prima missione equipaggiata di questa nuova navicella spaziale. Poco dopo venne annunciato da parte della NASA, che ancora a dicembre di quell'anno l'Apollo 8 sarebbe stato il primo volo di un equipaggio verso la Luna.